# 和歌山県道45号那智勝浦本宮線
和歌山県道45号那智勝浦本宮線（わかやまけんどう45ごう なちかつうらほんぐうせん）は、和歌山県東牟婁郡那智勝浦町から田辺市に至る主要地方道（和歌山県道）である。

## 概要
山間部に通り、太田川に沿って設置されている。新宮市（旧・熊野川町）の区間は未整備、未開通である。迂回路として和歌山県道44号那智勝浦熊野川線がある。
太田川に沿って設置されており、那智勝浦町大野の円満地地区までは片側1車線だが、そこから片側2車線未満の狭隘路となっている。なお、茶産地の色川地区までは集落が点在しているが、それ以降はガードレールが設置されていない狭隘区間である。

### 路線データ
- 実延長：49.392km
- 起点：東牟婁郡那智勝浦町大字八尺鏡野（八尺鏡野交差点＝国道42号）
- 終点：田辺市本宮町請川（＝国道168号・国道311号）

## 歴史
- 1982年（昭和57年）4月1日 - 建設省（現・国土交通省）が主要地方道本宮古座川線の一部を主要地方道那智勝浦本宮線に指定。
- 1983年（昭和58年）2月1日 - 和歌山県が主要県道21号本宮古座川線を主要県道21号那智勝浦古座川線と主要県道25号那智勝浦本宮線に分割し認定。
- 1993年（平成5年）5月11日 - 建設省から、主要県道那智勝浦本宮線が那智勝浦本宮線として主要地方道に再指定される[1]。
- 1994年（平成6年）4月1日 - 和歌山県が県道番号を「25」から「45」へ変更。

## 路線状況

### 重複区間
- 和歌山県道43号那智勝浦古座川線（東牟婁郡那智勝浦町大字口色川～東牟婁郡那智勝浦町大字田垣内）
- 和歌山県道241号静川請川線（田辺市本宮町耳打～田辺市本宮町請川）

### トンネル
- 西中野川トンネル（那智勝浦町）- 269.5m

## 地理

### 通過する自治体
- 東牟婁郡那智勝浦町
- 田辺市

### 交差する道路
- 国道42号・和歌山県道239号太地港下里線（起点）
- 和歌山県道234号長井古座線（東牟婁郡那智勝浦町小匠）
- 和歌山県道43号那智勝浦古座川線（東牟婁郡那智勝浦町大字口色川）
- 和歌山県道43号那智勝浦古座川線（東牟婁郡那智勝浦町大字田垣内）
- 和歌山県道44号那智勝浦熊野川線（東牟婁郡那智勝浦町大字樫原）
未供用区間
- 和歌山県道241号静川請川線（田辺市本宮町耳打）
- 国道168号・国道311号（終点）